# Легавый (телесериал)
«Лега́вый» (англ. Copper) — драматический телесериал, созданный Томом Фонтаной и Уиллом Рокосом для BBC America. Сюжет шоу разворачивается в Нью-Йорке во время гражданской войны 1860-х годов. Ирландский иммигрант полицейский Кевин Коркоран — «легавый» — патрулирует криминальный район «Пять Углов» и расследует преступления.
Сериал является первым оригинальным шоу BBC America — ранее канал показывал исключительно шоу совместного производства с британским BBC. Фонтана, Рокос, Барри Левинсон и Кристина Уэйн являются исполнительными продюсерами сериала.
19 сентября 2013 года, за три дня до выхода в эфир заключительного эпизода второго сезона, было объявлено о закрытии «Легавого».

## Производство
Телеканал BBC America объявил о запуске нового шоу «Легавый» во время пресс-тура Ассоциации телевизионных критиков 28 июля 2011 года.
Создатели сериала Том Фонтана и Уилл Рокос разработали сериал вместе с продюсерами Барри Левинсоном и президентом компании Cineflix Studios с Кристиной Уэйн. Постановщиком стал Стивен Козенс, художником по костюмам — Дельфина Уайт, а художником-постановщиком — Джон Блэки. В январе 2012 года к основному актёрскому составу присоединились Уэстон-Джонс, Шмид, Гриффит и Потенте. Все актёры родом из разных стран: Уэстон-Джонс и Гриффит являются англичанами; Потенте немка, а Шмид — канадец. Ирландский актёр Кевин Райан и американская актриса Тесса Томпсон также получили постоянные роли.
Съёмки сериала начались в январе 2012 года в Торонто. Премьера первого сезона из 10-и эпизодов состоялась 19 августа 2012 года. После нарекания «Легавого» их «самым рейтинговым сериалом» BBC America заказал второй сезон из 13-и эпизодов, которые начал показывать в июне 2013 года.

## Актёры и персонажи
| - Том Уэстон-Джонс — Кевин «Корки» Коркоран - Кайл Шмид — Роберт Морехаус - Ато Эссандо — Мэттью Фримен - Анастасия Гриффит — Элизабет Хаверфорд - Франка Потенте — Ева Хейссен - Кевин Райан — Френсис Магуайр - Дилан Тейлор — Эндрю О’Брайан | - Киара Гласко — Энни Рейлли - Тесса Томпсон — Сара Фримен - Алекс Пакстон-Бисли — Эллен Коркоран - Рон Уайт — Киаран Джозеф Салливан - Донал Лог — Брэндан Донован - Элфри Вудард — Хэтти Лемастер |

## Эпизоды

### Сезон 1 (2012)
(1864 год)
| № общий | № в сезоне | Название                                                   | Режиссёр         | Автор сценария                                                   | Дата премьеры    | Зрители в США (млн) |
| ------- | ---------- | ---------------------------------------------------------- | ---------------- | ---------------------------------------------------------------- | ---------------- | ------------------- |
| 1       | 1          | «Пережить смерть» «Surviving Death»                        | Джефф Вулно      | Уилл Рокос и Том Фонтана                                         | 19 августа 2012  | 1,107               |
| 2       | 2          | «Мужья и отцы» «Husbands and Fathers»                      | Джефф Вулно      | История: Уилл Рокос и Том Фонтана Телесценарий: Уилл Рокос       | 26 августа 2012  | 0,874               |
| 3       | 3          | «В руках разъярённого Бога» «In the Hands of an Angry God» | Кларк Джонсон    | История: Уилл Рокос и Том Фонтана Телесценарий: Фрэнк Пульезе    | 2 сентября 2012  | 0,901               |
| 4       | 4          | «Пустой медальон» «The Empty Locket»                       | Кларк Джонсон    | История: Уилл Рокос и Том Фонтана Телесценарий: Кайл Брэдстрит   | 9 сентября 2012  | 0,837               |
| 5       | 5          | «Шторм» «La Tempête»                                       | Джефф Вулно      | История: Уилл Рокос и Том Фонтана Телесценарий: Брант Энглестайн | 16 сентября 2012 | 0,704               |
| 6       | 6          | «Мышьяк и старый торт» «Arsenic and Old Cake»              | Джефф Вулно      | История: Уилл Рокос и Том Фонтана Телесценарий: Кевин Дайбольдт  | 23 сентября 2012 | 0,624               |
| 7       | 7          | «Школа „Хадсон Ривер“» «The Hudson River School»           | Лариса Кондрацки | История: Уилл Рокос и Том Фонтана Телесценарий: Фрэнк Пульезе    | 30 сентября 2012 | 0,404               |
| 8       | 8          | «Грядут лучшие времена» «Better Times are Coming»          | Лариса Кондрацки | История: Уилл Рокос и Том Фонтана Телесценарий: Сара Купер       | 7 октября 2012   | 0,436               |
| 9       | 9          | «День благодарить» «A Day to Give Thanks»                  | Кен Джиротти     | История: Уилл Рокос и Том Фонтана Телесценарий: Кайл Брэдстрит   | 14 октября 2012  | 0,513               |
| 10      | 10         | «Обширный дьявольский заговор» «A Vast and Fiendish Plot»  | Кен Джиротти     | История: Уилл Рокос и Том Фонтана Телесценарий: Уилл Рокос       | 21 октября 2012  | 0,523               |

### Сезон 2 (2013)
(1865 год)
| № общий | № в сезоне | Название                                                               | Режиссёр         | Автор сценария                                                          | Дата премьеры    | Зрители в США (млн) |
| ------- | ---------- | ---------------------------------------------------------------------- | ---------------- | ----------------------------------------------------------------------- | ---------------- | ------------------- |
| 11      | 1          | «Дом, милый дом» «Home, Sweet Home»                                    | Лариса Кондрацки | История: Уилл Рокос и Том Фонтана Телесценарий: Томас Келли             | 23 июня 2013     | N/A                 |
| 12      | 2          | «Эйлин Арун» «Aileen Aroon»                                            | Лариса Кондрацки | Кайл Брэдстрит                                                          | 30 июня 2013     | N/A                 |
| 13      | 3          | «Дети поля сражения» «The Children of the Battlefield»                 | Кен Джиротти     | Кевин Дайбольдт                                                         | 7 июля 2013      | N/A                 |
| 14      | 4          | «Я приказываю тебе забыть» «I Defy Thee to Forget»                     | Кен Джиротти     | История: Том Фонтана и Томас Келли Телесценарий: Сара Купер             | 14 июля 2013     | N/A                 |
| 15      | 5          | «Утренняя песнь» «A Morning Song»                                      | Лариса Кондрацки | История: Кайл Брэдстрит и Уилл Рокос Телесценарий: Фрэнк Пульезе        | 21 июля 2013     | N/A                 |
| 16      | 6          | «Один вскоре умрёт» «To One Shortly to Die»                            | Кларк Джонсон    | История: Том Фонтана и Кевин Дайбольдт Телесценарий: Кейт Эриксон       | 28 июля 2013     | N/A                 |
| 17      | 7          | «Надежда слишком ярка для последних» «The Hope Too Bright to Last»     | Натан Морландо   | История: Томас Келли Телесценарий: Т. Купер и Эллисон Глок-Купер        | 4 августа 2013   | N/A                 |
| 18      | 8          | «Пепел означает, что огонь был» «Ashes Denote That Fire Was»           | Дебора Чоу       | История: Том Фонтана и Кайл Брэдстрит Телесценарий: Андреа Цианнавей    | 18 августа 2013  | 0,395               |
| 19      | 9          | «Нежно думаю о заблудших» «Think Gently of the Erring»                 | Клемент Вирго    | История: Кевин Дайбольдт и Уилл Рокос Телесценарий: Тереза Ребек        | 25 августа 2013  | 0,431               |
| 20      | 10         | «Изящный старый ирландский джентльмен» «The Fine Ould Irish Gintleman» | Лариса Кондрацки | История: Уилл Рокос и Том Фонтана Телесценарий: Кайл Брэдстрит          | 1 сентября 2013  | N/A                 |
| 21      | 11         | «Доброе сердце и твёрдая рука» «Good Heart and Willing Hand»           | Т. Дж. Скотт     | История: Кевин Дайбольдт и Кайл Брэдстрит Телесценарий: Кевин Дайбольдт | 8 сентября 2013  | N/A                 |
| 22      | 12         | «Прекрасный мечтатель» «Beautiful Dreamer»                             | Кэри Скогленд    | Томас Келли                                                             | 15 сентября 2013 | 0,351               |
| 23      | 13         | «Место, которое я называл домом» «The Place I Called My Home»          | Лариса Кондрацки | Уилл Рокос                                                              | 22 сентября 2013 | 0,445               |